# آنالیز کوهورت
تجزیه و تحلیل کوهورت زیرمجموعه‌ای از تحلیل‌های رفتاری است که داده‌ها را از یک مجموعه داده مشخص می‌گیرد (مانند پلتفرم یک تجارت الکترونیک، برنامه تحت وب یا بازی آنلاین) و به جای این‌که تمام کاربران را به صورت یک واحد ببیند، آن‌ها را برای تجزیه و تحلیل به دسته‌های مرتبط تقسیم‌بندی می‌کند. این دسته‌های مرتبط، یا کوهورت‌ها، معمولاً در مدت زمانی مشخص، از ویژگی‌ها و تجریبات مشترکی برخوردار هستند. تجزیه و تحلیل کوهورت به شرکت اجازه می‌دهد تا «الگوهای چرخه عمر یک مشتری (یا کاربر) را به وضوح مشاهده کند، به جای اینکه تمام مشتریان را بدون درنظر گرفتن اینکه چه مسیری را طی کرده‌اند تقسیم کند.» با دیدن این الگوهای زمانی، شرکت می‌تواند خدمات خود را با آن کوهورت‌های خاص مطابقت دهد. هرچند تجزیه و تحلیل کوهورت گاهی به مطالعه کوهورت مربوط می‌شود، اما این دو با یکدیگر تفاوت دارند و نباید آن‌ها را مشابه دانست. هدف تجزیه و تحلیل کوهورت، توصیف دقیق و جزئی تحلیل کوهورت‌ها در رابطه با داده‌های بزرگ و تحلیل‌های تجارت است، درحالی‌که مطالعه کوهورت، اصطلاح جامع‌تری محسوب می‌شود و نوعی از مطالعه را تعریف می‌کند که در آن داده‌ها به گروه‌های مشابه تقسیم‌بندی می‌شوند.

## انجام تجزیه و تحلیل کوهورت
- متریک‌هایی که در پاسخ دادن این سؤال به شما کمک می‌کنند را مشخص کنید. یک تجزیه و تحلیل کوهورت صحیح، نیازمند شناسایی یک رویداد است، مانند عضویت یک کاربر و نکات خاصی مثل میزان پرداختی او. در مثال بالا، تمایل مشتری برای خرید اعتبارات بازی بر اساس میزان تأخیر موجود روی سایت اندازه‌گیری شد.
- کوهورت‌های خاصی که مرتبط هستند را مشخص کنید. در ساخت یک کوهورت، یا باید تمام کاربران را هدف قرار داد و آنالیز کرد، یا برای یافتن اختلافات مرتبط بین هرکدام از آن‌ها باید مشارکت و همکاری کرد که در نهایت بتوان رفتار آن‌ها را به عنوان یک کوهورت خاص پیدا کرد و توضیح داد. مثال بالا کاربران را به دو دسته "پایه‌ای" و "پیشرفته" تقسیم می‌کند که هرکدام از آن‌ها در رفتار، حساسیت ساختار قیمت‌گذاری و سطح استفاده از بازی تفاوت دارند.
- تجزیه و تحلیل کوهورت را انجام دهید. تجزیه و تحلیل بالا با استفاده از مصورسازی داده صورت گرفت که باعث شد شرکت بازی‌سازی متوجه شود افت درآمد آن‌ها به علت عدم پرداخت کاربران پیشرفته و استفاده نکردن آن‌ها از سیستم به علت زیاد شدن تأخیر بوده‌است. از آن‌جایی که این کاربران پیشرفته بخش بزرگی از درآمد شرکت را شامل می‌شدند، اضافه شدن کاربران پایه ضرر مالی ناشی از از دست رفتن کاربران پیشرفته را جبران نمی‌کرد. شرکت برای رفع این مشکل، تاخیرها را از بین برد و توجه بیشتر به کاربران پیشرفته خود را در دستور کار قرار داد.

## مطالعهٔ بیشتر
آنالیز کوهورت در تک بوک